# Аутотрофи
Аутотрофи (грч. autos=сам, само- и trophe=храна - који сам себе храни) или аутотрофни организми су они организми који сами стварају (асимилацијом) органске материје (храну) из неорганских материја.
На овај начин се хране биљке еукариоте, неке врсте бактерија и модрозелених алги.

## Подела
Према извору енергије коју користе за синтезу хране аутотрофни организми деле се на:
- фототрофе (фотосинтетички организми)

Зелене биљке искориштавају угљендиоксид из атмосфере и воду из земљишта за синтезу угљених хидрата, а уз помоћ азота и других елемената из неорганских једињења соли, које црпу из земљишта, граде сложене молекуле беланчевина. Асимилација угљендиоксида одвија се у ћелијама хлорофила уз помоћ светлосне енергије коју зелене биљке у природи добијају од Сунца. Зато се ови организми називају још и аутотрофни фотосинтетички организми.
- хемотрофе (хемосинтетички организми)

Хемосинтетичке бактерије енергију за синтезу органских материја добијају оксидацијом неорганских једињења азота, гвожђа или сумпора. Како ови организми енергију добијају захваљујући хемијским реакцијама називају се још и аутотрофни хемосинтетички организми.